# Marian Dydyński
Marian Dydyński (ur. 5 sierpnia 1843 w Bilczycach, zm. 12 kwietnia 1920 w Raciborsku) – poseł na Sejm Krajowy Galicji IV i VI kadencji (1877–1882, 1889–1895), właściciel dóbr Raciborsko w powiecie wielickim.

## Życiorys
Był trzecim z kolei dzieckiem Piotra Dydyńskiego i jego żony Elżbiety z Przychockich. Odebrał wykształcenie prawnicze, studiował również historię i literaturę. Od 1873 na mocy darowizny matki został właścicielem Raciborska. Karierę polityczną zaczął od stanowiska sekretarza Rady Powiatu wielickiego. Został prezesem Powiatowej Kasy Oszczędności w Wieliczce. W 1877 wybrany został posłem na sejm w I kurii (posłowie reprezentujący wielką własność ziemską) obwodu Kraków, z okręgu wyborczego Kraków. W 1895 został członkiem Izby Panów w Wiedniu. W 1912 mianowany jej członkiem dożywotnim. Nigdy się nie ożenił i zmarł bezpotomnie, majątek Raciborsko przekazał w testamencie Krzysztofowi Morsztynowi. Pochowany został w grobowcu rodzinnym na cmentarzu w Dziekanowicach.
Odznaczony Krzyżem Komandorskim Orderu Franciszka Józefa (1908, Austria).